# Youssou N'Dour
Youssou N'Dour (pronunție în franceză [jusu nˈduʁ]; n. 1 octombrie 1959) este un cântăreț, percuționist, compozitor, ocasional actor, businessman și politician senegalez. În 2004, Rolling Stone l-a descris cu "probabil cel mai renumit cântăreț în viață" din Senegal și toată Africa. Din aprilie 2012 până în octombrie 2012, el a fost Ministru al Turismului și Culturii Senegalului, iar între octombrie 2012 și septembrie 2013, Ministru al Turismului și Agrementului în Sénégal. În octombrie 2020, Youssou N'Dour s-a alăturat prestigioasei Academii Regale Suedeze, potrivit instituției.

## Discografie

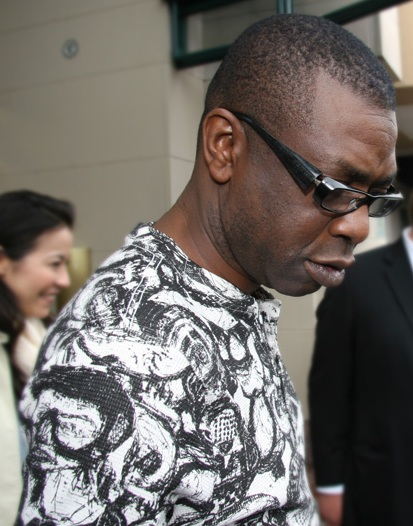
Youssou N'Dour at the 2008 Festivalul Internațional de Film de la Toronto

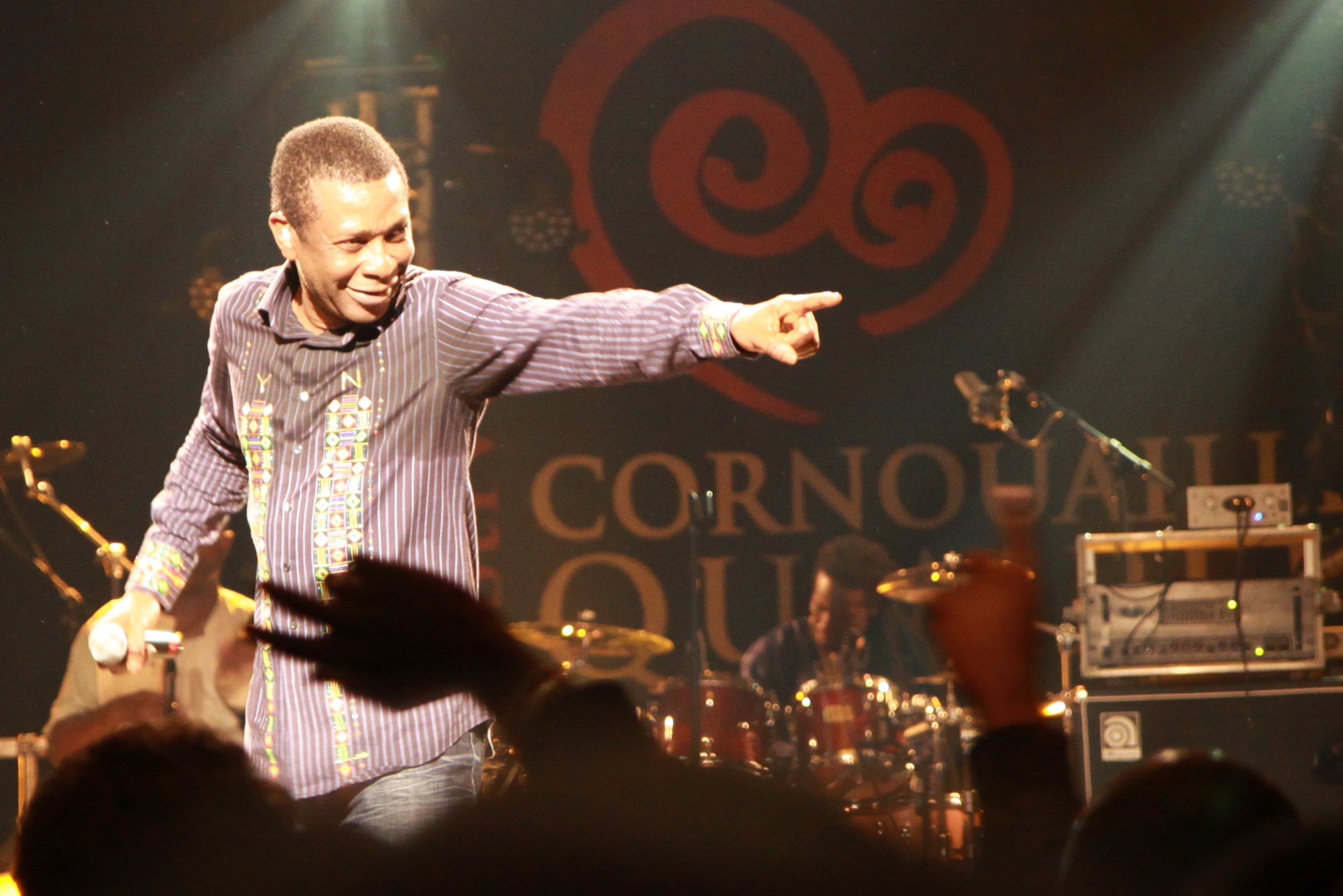
Youssou N'Dour la Festival de Cornouaille la Quimper, Franța, 2010

### Albume
- Bitim Rew (1984)
- Nelson Mandela (1986)
- Immigrés (1988)
- The Lion (1989)
- Set (1990)
- Eyes Open (1992)
- The Guide (Wommat) (1994)
- Gainde – Voices from the Heart of Africa (1995)
- Djamil (1996) - anthology
- Inedits 84-85 (1997) - compilation
- Special Fin D'annee Plus (1999)
- Lii (1997)
- Joko: From Village To Town (2000)
- Joko: The Link (2000)
- Rewmi (2000)
- Le Grand Bal (2000)
- St. Louis (2000)
- Le Grand Bal a Bercy (2001)
- Ba Tay (2002)
- Nothing's In Vain (Coono Du Réér) (2002)
- Youssou N'Dour and His Friends (2002)
- Kirikou (2004)
- Egypt (2004)
- Alsaama Day (2007)
- Rokku Mi Rokka (2007) — #30 in Rolling Stone's Top 50 Albums of 2007.[5]
- Special Fin D'annee : Salagne-Salagne (2009)
- Dakar - Kingston (2010)
- Mbalakh Dafay Wakh (2011)

### Compilații
- The Best of Youssou N'Dour (1995)
- Euleek Sibir with Omar (You et Pene) (1996)
- Immigrés/Bitim Rew (1997)
- Best of the 80's (1998)
- Hey You: The Essential Collection 1988–1990 (1998)
- Birth of a Star (2001)
- Rough Guide to Youssou N'Dour & Etoile de Dakar (2002)
- 7 Seconds: The Best of Youssou N'Dour (Remastered) (2004)
- Instant Karma: The Amnesty International Campaign to Save Darfur — John Lennon's "Jealous Guy" (2007)

### Single-uri
| An   | Titlu                                   | Poziții în topuri | Poziții în topuri | Poziții în topuri | Poziții în topuri | Poziții în topuri | Poziții în topuri | Poziții în topuri | Poziții în topuri | Album                                                       |
| An   | Titlu                                   | U.S.              | Alt. Rock         | U.S. Main         | UK                | EUR               | FRA               | GER               | SWE               | Album                                                       |
| 1989 | "Shakin' the Tree" (with Peter Gabriel) | —                 | 9                 | —                 | 61                | —                 | —                 | —                 | —                 | The Lion                                                    |
| 1990 | "Shakin' the Tree" (re-release)         | —                 | —                 | —                 | 57                | —                 | —                 | —                 | —                 | The Lion                                                    |
| 1994 | "7 Seconds"                             | 98                | —                 | —                 | 3                 | 2                 | 1                 | 3                 | 3                 | The Guide (Wommat) duet with Neneh Cherry                   |
| 1995 | "Undecided"                             | —                 | —                 | —                 | 53                | —                 | —                 | —                 | —                 | The Guide (Wommat)                                          |
| 1998 | "How Come" (re-release)                 | —                 | —                 | —                 | 52                | —                 | —                 | —                 | —                 | Youssou N'Dour and Canibus                                  |
| 2002 | "So Many Men" (feat. Joy Denalane)      | —                 | —                 | —                 | —                 | —                 | 35                | —                 | —                 | Nothing's in Vain (Coono du reer). Duet with Pascal Obispo. |